# Rudolph Goclenius
Rudolph Goclenius (Wittenberg, 1572. augusztus 22. – Marburg, 1621. március 3.) német orvos, fizikus, csillagász, matematikus és egyetemi oktató. Édesapja a marburgi egyetem professzora, Rudolph Goclenius volt. A Lexicon Philosophicum című művében valószínűleg ő használta először az ontológia szót. Róla nevezték el a Goclenius holdkrátert.